# Павленко, Владимир Иванович
Владимир Иванович Павленко (21 декабря 1953, СССР) — советский и российский футбольный тренер.

## Карьера
Начинал тренерскую карьеру в клубе «Турбина» Брежнев.
С конца 1980-х годов работал в тренерском штабе узбекского клуба «Янгиер». Павленко руководил этой командой в последнем советском первенстве, а также в первых двух чемпионатах независимого Узбекистана в высшей лиге. В 1994 году специалист вернулся в Россию. В течение нескольких лет Павленко проработал на различных должностях в вологодском «Динамо».
В 2001 г. занимал пост главного тренера в «Спартаке» Йошкар-Ола. До июля 2002 году возглавлял ногинский «Автомобилист».
В 2008 году вернулся в вологодское «Динамо». В течение сезона он входил в тренерский штаб команды. В июле 2016 года назначен главным тренером тверской «Волги», но уже в октябре отправлен в отставку.